# إيملي لايلي
إيملي لايلي (بالإنجليزية: Emily Lyle)‏ هي فلكلورية بريطانية، ولدت في 19 ديسمبر 1932 في Renfrewshire ‏ في المملكة المتحدة.